# Dom moich synów
Dom moich synów – polski dramat psychologiczny z roku 1975 w reżyserii Gerarda Zalewskiego.

## Obsada
- Zofia Jaroszewska – Jadwiga Górecka
- Marek Walczewski – Wiktor Górecki
- Lidia Korsakówna – Krystyna, żona Wiktora
- Jerzy Kamas – Tadeusz Górecki
- Beata Tyszkiewicz – Alina, żona Tadeusza
- Marek Lewandowski – Jerzy Górecki
- Irena Karel – Barbara, kochanka Jerzego
- Stanisława Celińska – Bożenka
- Magdalena Cwen – Małgosia, dziewczyna Jerzego
- Halina Kossobudzka – Germaine, ciotka Aliny
- Irena Laskowska – Gralczakowa
- Alicja Raciszówna – gość na przyjęciu u Tadeusza
- Tatiana Sosna-Sarno – Ewa
- Anna Szczepaniak – sekretarka Wiktora
- Gustaw Lutkiewicz – Gralczak
- Wojciech Wysocki – Marek
- Olga Bielska – gość na przyjęciu u Tadeusza
- Wiesław Drzewicz – gość na przyjęciu u Tadeusza
- Zbigniew Kryński – gość na przyjęciu u Tadeusza